# Together We Are One
Together We Are One är en låt framförd av Eddie Butler. Den är skriven av Butler själv i samarbete med Osnat Tzavag och Orly Burg.
Låten var Israels bidrag i Eurovision Song Contest 2006 i Aten i Grekland. I finalen den 20 maj slutade den på tjugotredje plats med 4 poäng.